# Exocolpodidae
Famille
Les Exocolpodidae sont une famille de Ciliés de la classe des Colpodea et de l’ordre des Colpodida.

## Étymologie
Le nom de la famille vient du genre type Exocolpoda, composé du préfixe grec εξω / exo, « en dehors de ; au-delà, dépourvu de ; à part », et de κολποσ / colpos, « repli ; sein ; sinuosité ; cavité », par allusion au nom de genre Colpoda (de la famille voisine des Colpodidae), littéralement « au delà du (genre) Colpoda », faisant référence à la division librement mobile (dépourvue de kystes de division si fréquents chez les autres Colpoda).

## Description
Jusqu’en 1987, les protistologues, dont Wilhelm Foissner, pensaient que les membres de l'ordre des Colpodida, en particulier les espèces de la famille des Colpodidae, se reproduisaient à partir de kystes générant généralement quatre descendants. Lorsque la division commence, le trophont (stade enkysté alimentaire) s'arrondit, dé-spiralise les rangées ciliaires somatiques et résorbe les structures orales, qui sont ensuite reconstruites.
Or, en 1987, Foissner décrit une espèce de Colpoda, Colpoda augustini, qui, contrairement aux autres espèces, est apte à se diviser à l'état non enkysté (c’est-à-dire sans les conditions où l’organisme est libre et mobile). Bien que le processus de reproduction en lui-même soit identique aux espèces du genre Colpoda (notamment l'arrondissement de la cellule et la dé-spiralisation des rangs ciliaires), cette différence de mode de division a été suffisante pour justifier la création, en 2002, de la famille des Exocolpodidae avec comme genre type Exocolpoda, l’espèce Colpoda augustini de 1987 étant renommée Exocolpoda augustini (Foissner) Foissner, Agatha & Berger, 2002.
La reproduction ayant, jusqu'à cette date (2002), été étudiée chez peu de genres de cet ordre, la division dans des conditions librement mobiles pouvait être plus courante que les biologistes ne le pensaient jusqu'alors.
Parmi les autres genres de cette famille Bromeliothrix, décrit en 2010, est un Exocolpodidae de taille petite ou moyenne ayant des thérontes bactériophages (stade infectieux) et des trophontes (stade enkysté alimentaire) ayant un petit vestibule conique et une forme macrostome prédateur doté d’un grand appareil buccal triangulaire. La paroi gauche de la cavité buccale surplombe la droite. La polycinétide buccale droite est composée de nombreuses cinéties courtes et légèrement désordonnées. Cet organisme produit une « chaîne de division » contenant quatre filles globulaires, les centrales étant reliées par un crampon en forme de bouchon. On y observe les kystes au repos des theronts, des trophons ellipsoïdaux à parois minces, et des formes macrostomes globuleux à parois épaisses,.

## Habitat et biologie
L'espèce type Exocolpoda augustini, qui se nourrit de bactéries, ressemble aux espèces ordinaires du genre Colpoda, mais présente les deux particularités suivantes :
1. elle se divise dans un état librement mobile, tandis que tous les autres colpodides sensu stricto génèrent un kyste de division ;
2. son kyste au repos (dormant) a une paroi extraordinairement épaisse.

Ces deux spécialisations lui permettraient de survivre dans des habitats défavorables, tels que les mers de dunes du désert de Namibie et les plaines de gravier situées le long de la côte Atlantique.
Le « genre Colpoda à division libre » nommé Exocolpoda a été identifié dans des réservoirs de broméliacées sud-américaines.
Le genre Bromeliothrix a été découvert dans un réservoir de Broméliacées d'un arbre de la réserve naturelle Mata do Buraquinho dans la ville de João Pessoa (Paraíba, Brésil), d’où l’étymologie du nom de genre, composé de bromelio-, qui fait référence à l'habitat de cet organisme, les plantes de la famille des Broméliacées, et du mot grec θριξ / thrix, poil (rappelant le groupe des « ciliés »), littéralement « cilié vivant dans des (plantes) broméliacées ».

## Liste des genres
Selon GBIF (7 novembre 2022) :
- Anatoliocirrus Özbek & Foissner, 2002
- Apertospathula Foissner, Agatha & Berger, 2002
- Apocolpodidium Foissner, Agatha & Berger, 2002
- Apocyclidium Foissner, Agatha & Berger, 2002
- Apoenchelys Foissner, Agatha & Berger, 2002
- Apospathidium Foissner, Agatha & Berger, 2002
- Bilamellophrya Foissner, Agatha & Berger, 2002
- Bromeliophrya Foissner, 2003
- Bromeliothrix Foissner, 2010
- Bromelithrix
- Clavoplites Foissner, Agatha & Berger, 2002
- Dioplitophrya Foissner, Agatha & Berger, 2002
- Dragescozoon Foissner, Agatha & Berger, 2002
- Enchelaria Foissner, Agatha & Berger, 2002
- Epitholiolus Foissner, Agatha & Berger, 2002
- Etoschophrya Foissner, Agatha & Berger, 2002
- Etoschothrix Foissner, Agatha & Berger, 2002
- Exocolpoda Foissner, Agatha & Berger, 2002 - genre type
- Latispathidium Foissner, Berger & Zechmeister-Boltenstern, 2005
- Nassulides Foissner, Agatha & Berger, 2002
- Obliquostoma Foissner, Agatha & Berger, 2002
- Ottowphrya Foissner, Agatha & Berger, 2002
- Plagiocampides Foissner, Agatha & Berger, 2002
- Plesiocaryon Foissner, Agatha & Berger, 2002
- Semispathidium Foissner, Agatha & Berger, 2002
- Styxophrya Foissner, Moon-van der Staay, van der Staay, Hackstein, Krautgartner & Berger, 2004
- Wolfkosia Foissner, Agatha & Berger, 2002

## Systématique
La famille des Exocolpodidae a été créée en 2002 par Wilhelm Foissner, Sabine Maria Agatha (d) et Helmut Berger (d).

## Publication originale
- Texte :
  - (en) Wilhelm Foissner, Sabine Agatha et Helmut Berger, « Soil Ciliates (Protozoa, Ciliophora) from Namibia (Southwest Africa), with Emphasis on two Contrasting Environments, the Etosha Region and the Namib Desert - Part I: Text and Line Drawings », Denisia, Biologiezentrum Linz (d), vol. 5,‎ 2002, p. 1-1063 (ISSN 1608-8700, OCLC 47810414, lire en ligne).
- Photographies :
  - (en) Wilhelm Foissner, Sabine Agatha et Helmut Berger, « Soil Ciliates (Protozoa, Ciliophora) from Namibia (Southwest Africa), with Emphasis on two Contrasting Environments, the Etosha Region and the Namib Desert - Part II: Protographs », Denisia, Biologiezentrum Linz (d), vol. 5,‎ 2002, p. 1064-1108 (ISSN 1608-8700, OCLC 47810414, lire en ligne).